# Ein junges Volk steht auf
Ein junges Volk steht auf war ein Propagandalied der Hitlerjugend (HJ). Das von Werner Altendorf gedichtete Lied wurde 1935 erstmals veröffentlicht. Bis in die Gegenwart wird es von der Rechtsextremen in Deutschland genutzt.

## Geschichte
Das vermutlich 1934 gedichtete Lied wurde erstmals 1935 in der Liedersammlung Ein junges Volk steht auf. Kampflieder des Ludwig-Voggenreiter-Verlags veröffentlicht, die vierzehn Lieder Altendorfs zusammenstellt. Sehr schnell fand es Eingang in das Liedgut der HJ und der NSDAP, schon 1936 zählte es zu den Pflichtliedern der HJ. Bis 1940 wurde es in nahezu alle Schulliederbücher aufgenommen und fand auch Eingang in verschiedene Soldatenliederbücher.
Nach dem Zweiten Weltkrieg wurde das Lied zunächst vorwiegend von rechtsextremen Jugendorganisationen wie dem Jugendbund Adler, der Wiking-Jugend oder dem Bund Heimattreuer Jugend gesungen, bevor es ab etwa 1970 zu einem wichtigen Identifikationslied der Nationaldemokratischen Partei Deutschlands (NPD) und später auch der Kameradschaftsszene wurde.
Obwohl das Lied in Deutschland von einigen Verfassungsschutzbehörden inzwischen zu den Kennzeichen verfassungswidriger Organisationen nach § 86a StGB gerechnet wird, wurde es von der NPD noch bei der Landtagswahl in Hessen 2008 in einem Wahlwerbespot genutzt. Das Absingen des Lieds während einer Demonstration der rechten Szene wurde 2011 mit einer Geldstrafe von 600 € belegt; in der Urteilsbegründung hieß es, dass „Ein junges Volk steht auf“ in einer Reihe mit dem Horst-Wessel-Lied stünde.

## Inhalt
Inhaltlich transportiert das im Marschtakt gehaltene Lied die Gemeinschaftsideologie des Nationalsozialismus. Schon der Auftakt der ersten Strophe nennt das Schlüsselwort des Liedes „jung“, das sich auch im Refrain wiederfindet. Neben der wörtlichen Bedeutung von „jung“ als Gegenpol zum vermeintlich unbeweglichen Alter wird damit auch die Jugend als irrationaler Wert beschworen: Jung ist, wer sich jung fühlt. In der zweiten Strophe wird die Schaffung der soldatisch geprägten Volksgemeinschaft durch eine gewalttätige Zerstörung der Klassenschranken gefordert, während die dritte die Abgrenzung gegen Andersdenkende vornimmt, denen die „Treue [... der] jungen Soldaten“ gegenübergestellt wird. Der Refrain greift den Tod der Soldaten im Ersten Weltkrieg wie auch der „nationalsozialistischen Märtyrer“ als Vorbild der Sänger auf.